# Chatka na Potrójnej
Chatka na Potrójnej (Chatka u Rafała) – prywatne schronisko turystyczne w Beskidzie Małym, położone poniżej szczytu Potrójnej. Właścicielem obiektu jest Rafał Mikołajek.
Administracyjnie znajduje się na przysiółku Hatale we wsi Rzyki w województwie małopolskim, w powiecie wadowickim, w gminie Andrychów.

## Warunki pobytu
Chatka mieści się w dawnym budynku gospodarczym. Jest obiektem całorocznym, oferującym 20 miejsc noclegowych w pokojach wieloosobowych. Do dyspozycji gości jest obszerna jadalnia z kuchnią oraz węzeł sanitarny. Obiekt nie prowadzi gastronomii, oferuje wyłącznie sprzedaż napojów.

## Szlaki turystyczne
Szczyt na Potrójnej jest węzłem szlaków turystycznych:
 zielony szlak łącznikowy do Chatki na Potrójnej
 Mały Szlak Beskidzki na odcinku: Przełęcz Kocierska – Potrójna – Przełęcz Zakocierska – Łamana Skała – Przełęcz na Przykrej – Leskowiec – Schronisko PTTK Leskowiec
 Targanice – Jawornica – Potrójna – Przełęcz Zakocierska – Chatka pod Potrójną – Przełęcz na Przykrej – Łamana Skała – Anula – Rzyki-Pracica
 Rzyki-Praciaki – Czarny Groń – Potrójna